# Munster (formatge)
El munster, o munster-géromé és un formatge de l'est de França (Alsàcia, Franc-Comtat, Meurthe i Mosel·la, Mosel·la, Vosges) que es beneficia d'una AOC des de 1969. Aromàtic i manejable, és de la família dels formatges tous amb floridura vermella -a França denominats fromages à croûte lavée, formatges amb la crosta rentada.

## Història
La seva història comença amb el monjo benedictí irlandès Columbanus, que l'any 590 va deixar el seu país amb dotze fidels per predicar per Anglaterra i la Bretanya. Va arribar a la Borgonya, on es va establir, va fundar diversos monestirs i va introduir el formatge. Al cap d'uns 20 anys, va marxar voluntàriament a Bobbio, Itàlia, on va fundar, l'any 612,
un dels monestirs benedictins més famosos. Després de la seva mort, l'any 615, els monjos
italians van tornar al Rin per predicar els seus ensenyaments. L'any 660, van fundar un monestir
a la vall de Fecht. Al seu voltant aviat va créixer un poble que es va dir Munster. Els fidels de l'orde de sant Benet no menjaven carn i s'alimentaven bàsicament de productes làctis.
L'elaboració del formatge els era tan familiar com la prèdica i els vilatans aprofitaven ambdues coses.

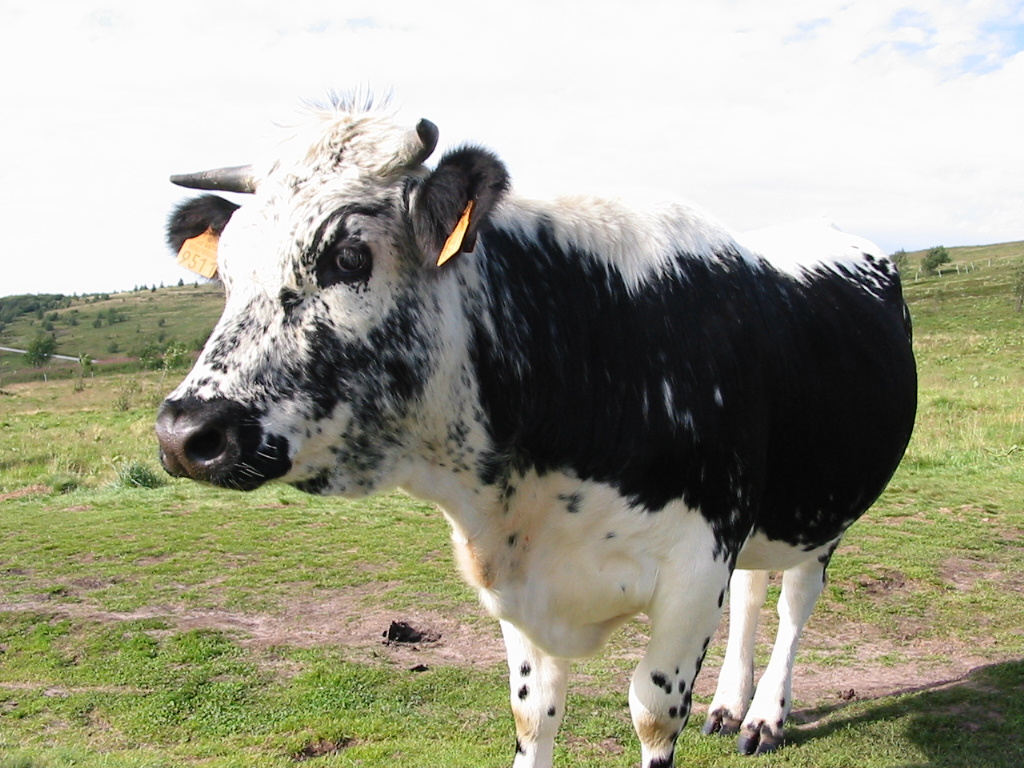
Vaca de la raça vosgienne

Per a les vinyes utilitzaven pendents baixes i càlides, i per a les vaques, les riques pastures que de primavera a tardor hi havia als cims dels Vosges. Amb el pas dels segles, els habitants de Munster van ultrapassar les serralades alsacianes i van portar els seus ramats a les pastures lorenesos. Van roturar grans àrees i van crear nous assentaments. A les vores d'un llac, alsacians i lorenesos van fundar la ciutat Sancti Gerardi Mare, popularment coneguda com a Gérardmer. Tampoc volien acceptar que el seu formatge, Géromé, fos desplaçat dels mercats pel Munster. Les disputes entre marcaires (pastors) en ambdós costats dels Vosges van anar empitjorant, mentre el formatge aconseguia cada vegada més fama i difusió.
Amb la Guerra dels Trenta Anys va arribar la sagnant separació entre catòlics i protestants. Quan va finalitzar, el 1648, pobles i pastures estaven deshabitats. Va haver de passar gairebé un segle abans que els vilatans, així com emigrats de Suïssa, Tirol, Baviera i Dinamarca, continuessin amb la tradició formatgera. Els últims van importar una de nova raça bovina als Vosges, la llet de la qual era excel·lent per a l'elaboració de formatge per la seva riquesa en caseïna. Deuen el seu nom a la seva capacitat d'adaptació, vosgiennes.

## Propietats
L'exterior del Munster té un aspecte llis, lleugerament humit i ataronjat. Quan és jove, l'interior és cremós encara que una mica trencadís, però el seu sabor és fresc, amb gust de nou, complet. Curat, guanya una aroma intensa, la crosta és més vermella i humida, i l'interior és cremós i tou. El seu sabor és més fort i té més caràcter. Mai ha de ser picant ni fer pudor. Els alsacians no el prenen amb pa, sinó amb patates cuites amb pell. Combina amb un bon vi Gewürztraminer, d'aroma floral i en poca quantitat.

## Elaboració

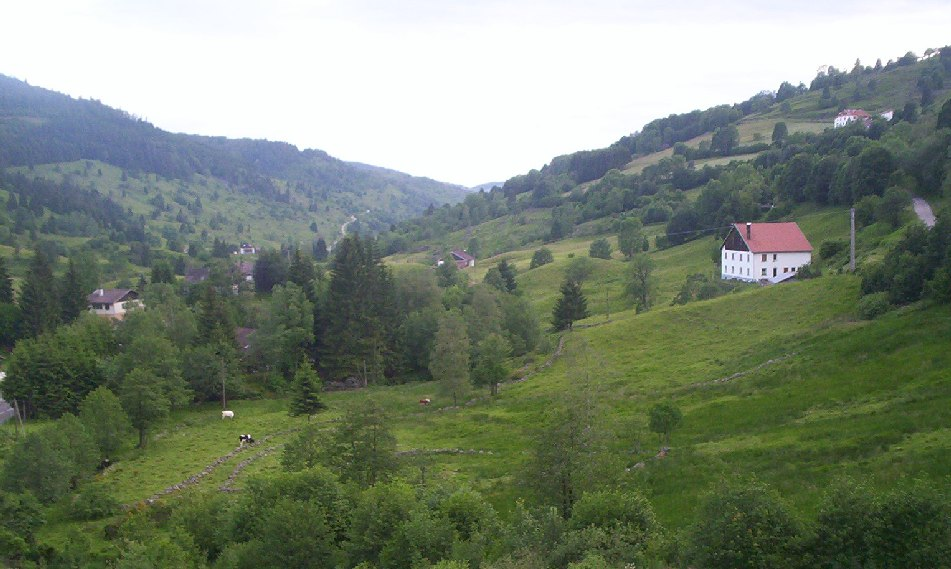
La vall de Chajoux a La Bresse

Existeixen dues formes d'elaborar un Munster: directament després de munyir, al matí o a la tarda, o deixant reposar la llet una nit després de munyir a la tarda. En aquest cas, la llet ha de descremar-se lleugerament, altrament el formatge conserva tot el greix i és més cremós. S'escalfa
la llet a 34 °C en calderes amb capacitat de 100 a 250 l. Els bacteris per agrejar la llet i el quall activen la coagulació. Quan la llet ha fluït, al cap de mitja hora, es talla la gelatina en daus amb l'arpa, per separar el sèrum dels trossos. Una part es retira amb un cullerot de coure. Llavors, amb un altre cullerot, es col·loca la pasta en uns cilindres de fusta,
amb pocs forats.
A continuació els formatges reposen en una sala amb un cert grau d'escalfor per afavorir el procés d'acidificació. Girant els formatges repetidament s'accelera la pèrdua de sèrum. Després d'unes vint hores, el formatge té bastant de consistència com per a retirar-lo del motlle i salar-lo. La maduració té lloc en soterranis molt humits, amb floridura vermella natural i a una temperatura de
13 °C. Un Munster o Munster Géromé de gran format necessita almenys 21 dies de curació, mentre que un de petit en té prou amb 14 dies. Cada dos dies s'inverteix la seva posició i es renten, a mà o mecànicament, amb aigua amb sal per evitar cultius no desitjats i afavorir l'aparició de la floridura vermella, que confereix al formatge el seu color i aroma propis. Finalment, la pasta adquireix cremositat i desenvolupa la seva aroma característica.

## Producció
La zona de producció làctia cobreix set departaments dels vessants alsacins i lorenesos del massís dels Vosges. La producció fou de 8.120 tones el 2007 (-11,3% des de 1997) del qual 14% amb llet crua (9% de granger). La major part de la producció es realitza actualment a Lorena.
Els millors formatges s'elaboraven sempre amb llet de les vaques vosgiennes, sobretot a l'estiu i a principis de tardor, quan s'alimentaven a les pastures alpines, riques en tot tipus d'herbes. Amb tot, de les gairebé 9.000 tones anuals de formatge amb Denominació d'origen des de 1978, només 600 corresponen als fermiers elaborats per pastors i grangers alpins. Per comprar-ne un dels escassos i justificadament cars fermiers, és necessari acudir a un bon affineur o als Alts Vosges, directament al fabricant.